# Althofen

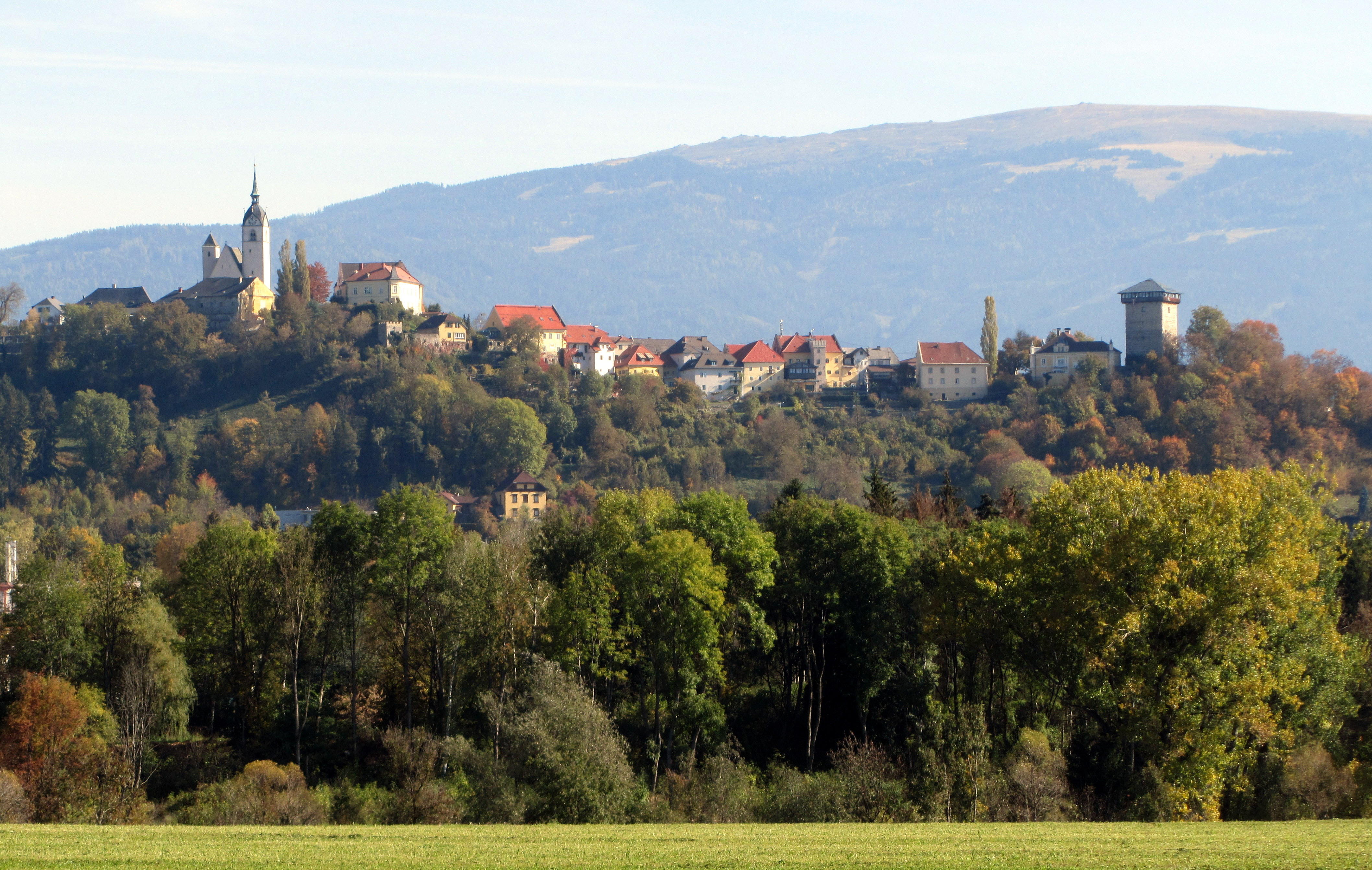
Historische Altstadt von Althofen

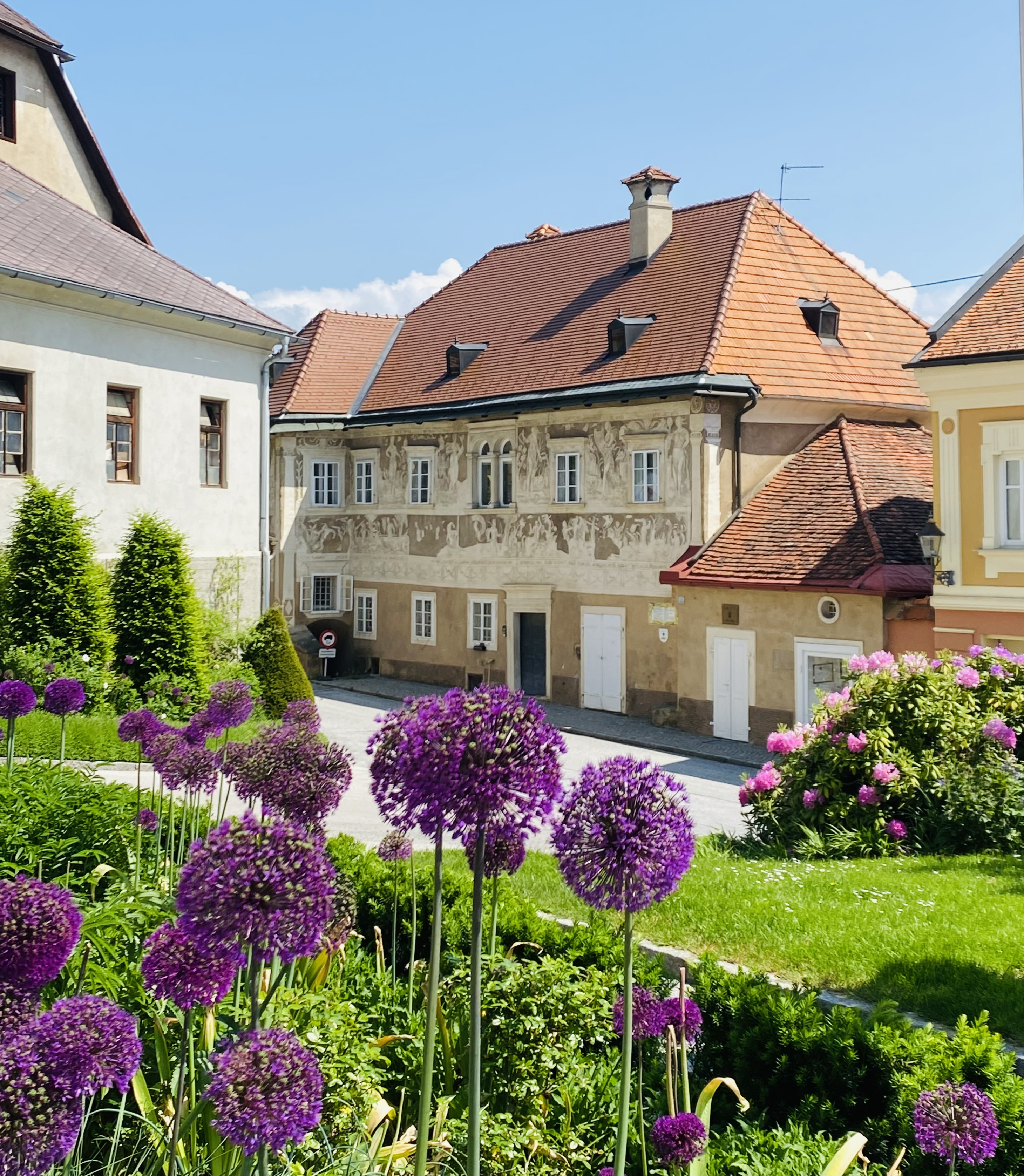
Blick vom Salzburger Platz zum Riederhaus in der Altstadt von Althofen

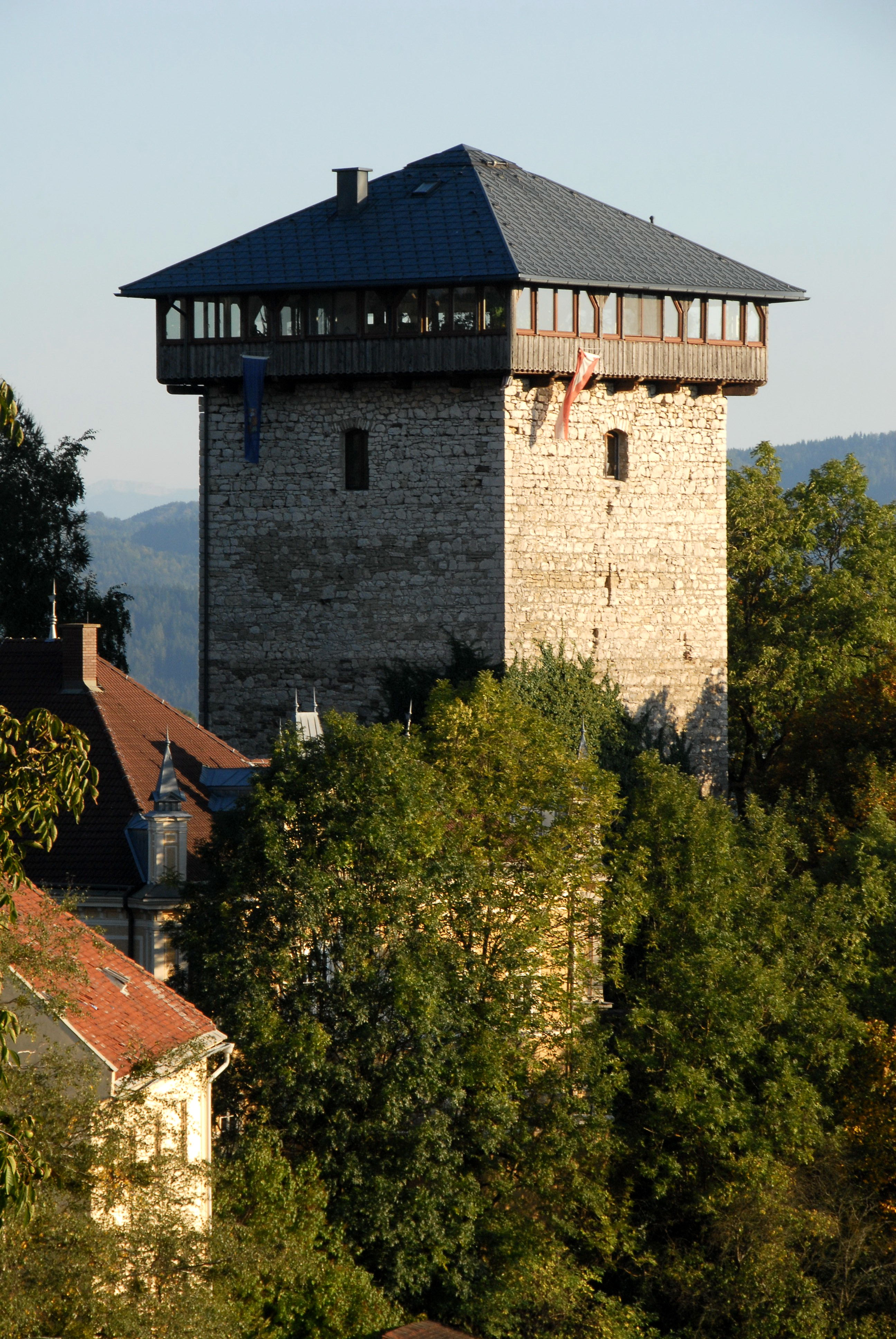
Annenturm

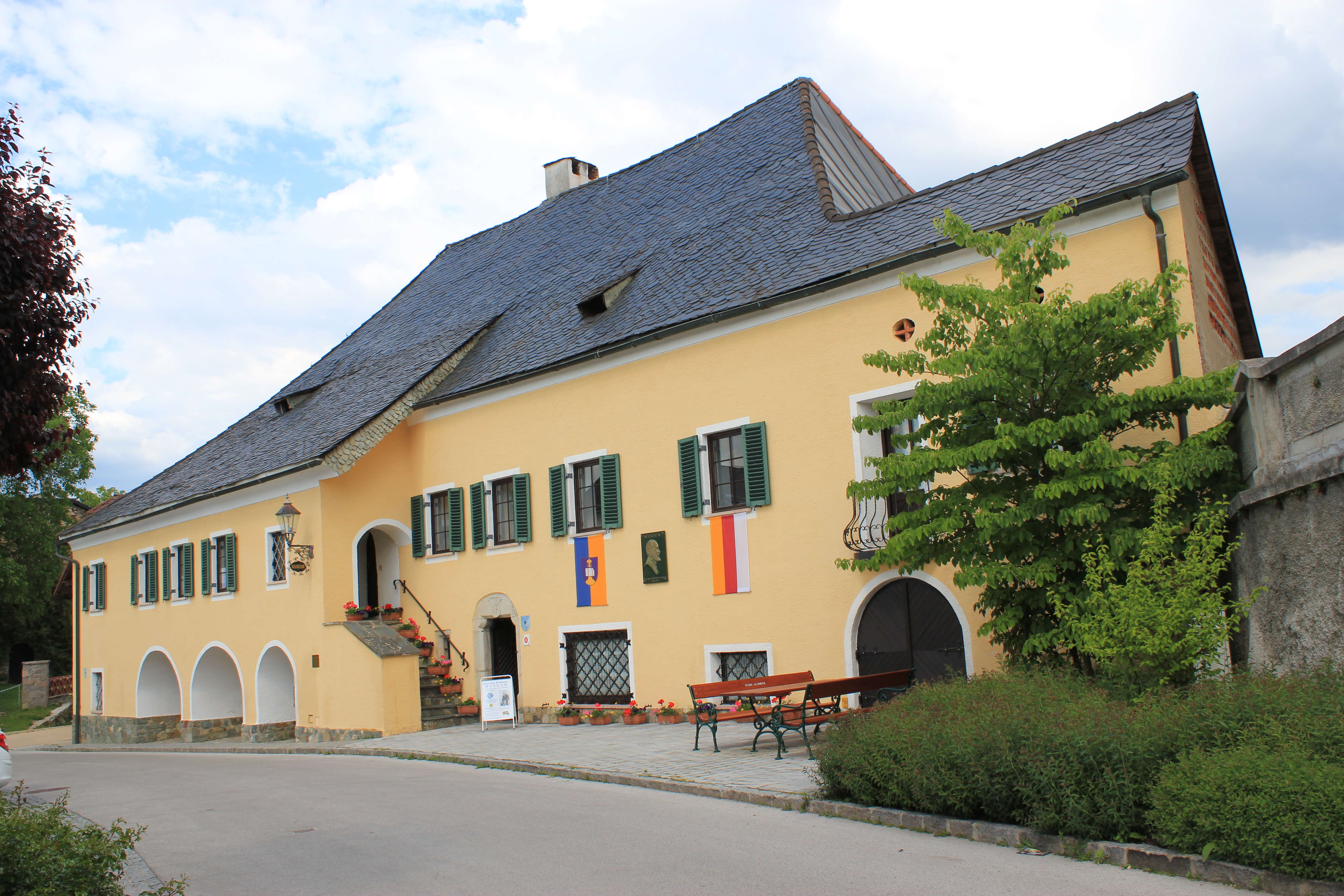
Auer-von-Welsbach-Museum

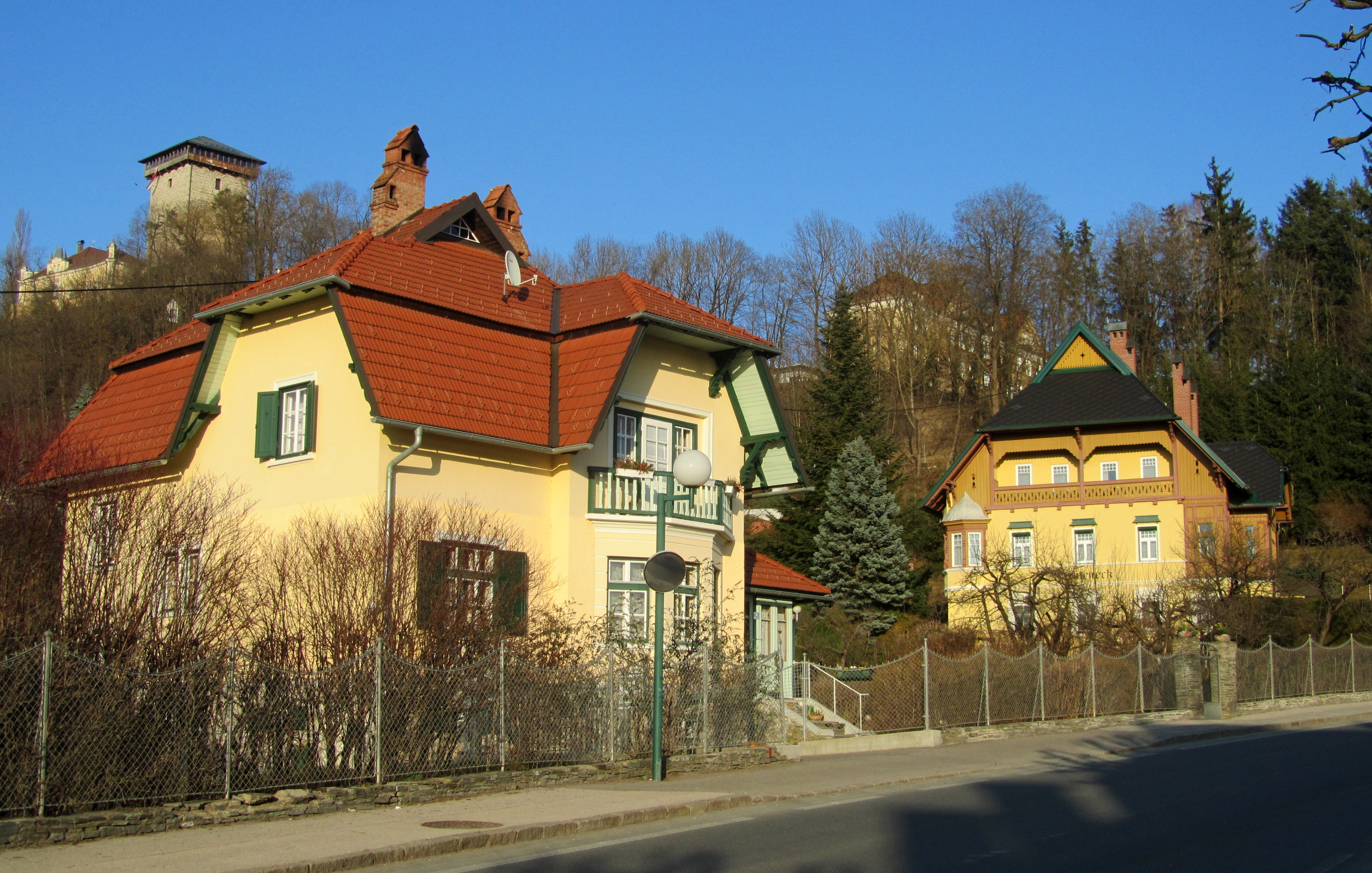
Villen Kreuzstraße

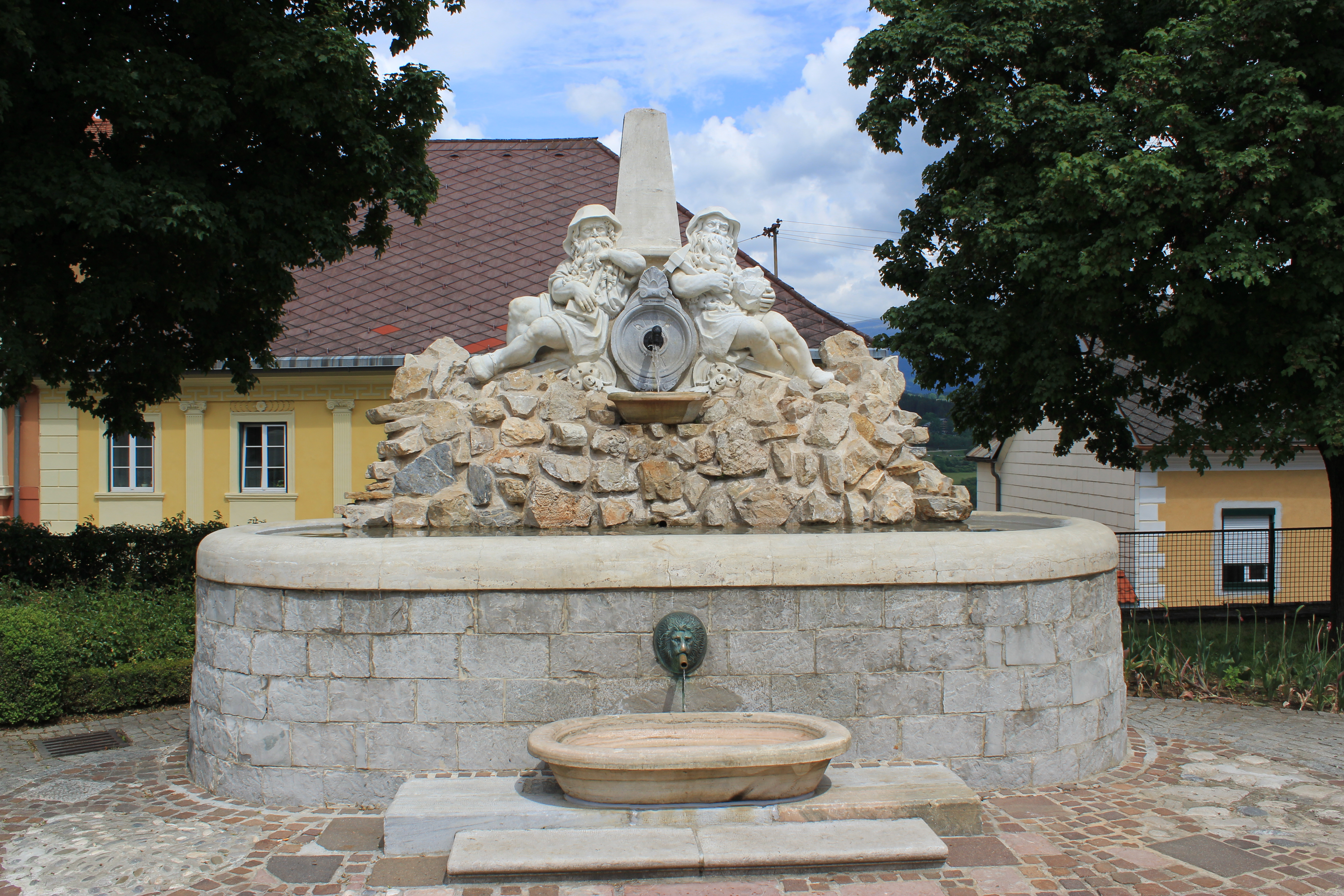
Gnomenbrunnen am Salzburger Platz

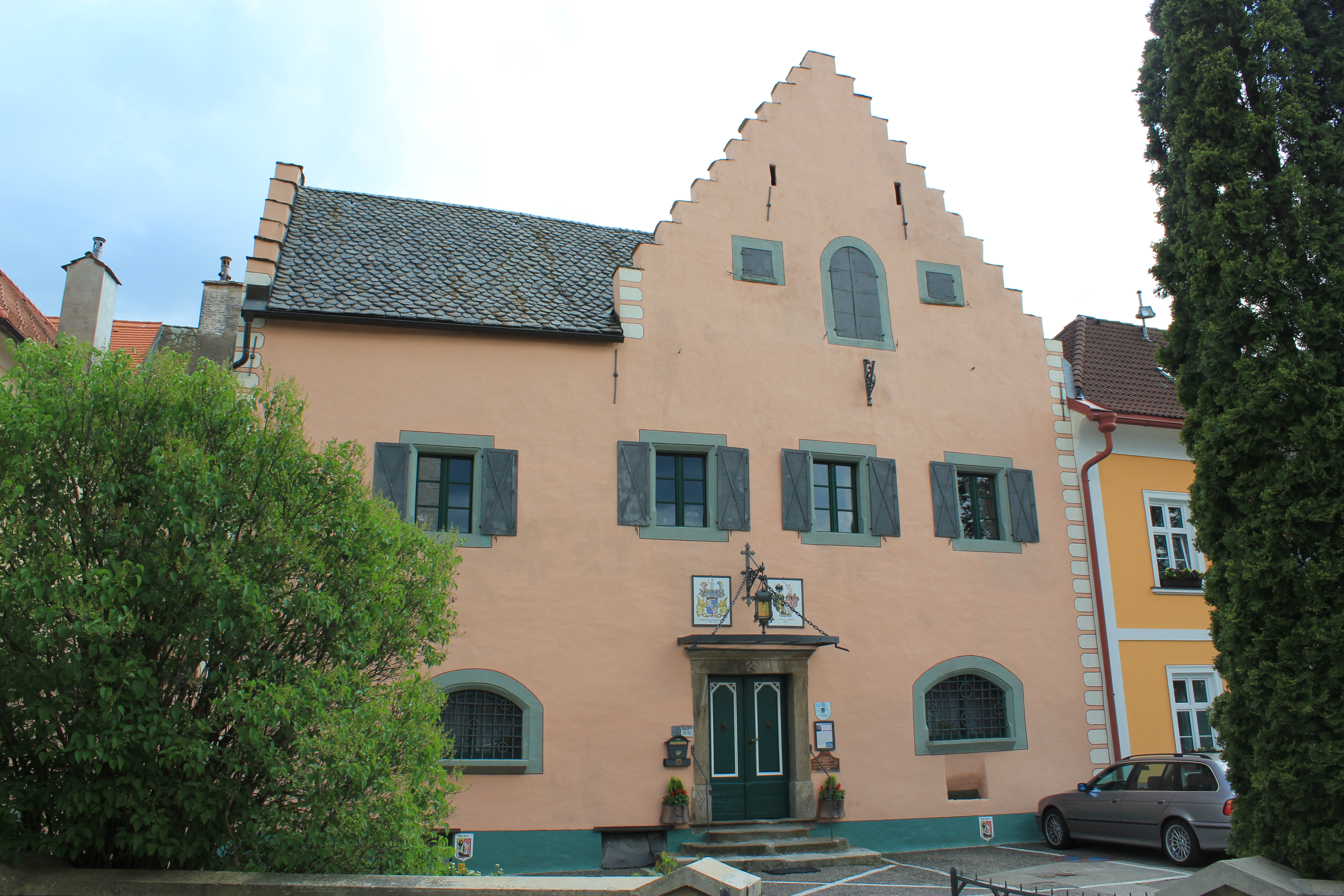
Schloss Althofen

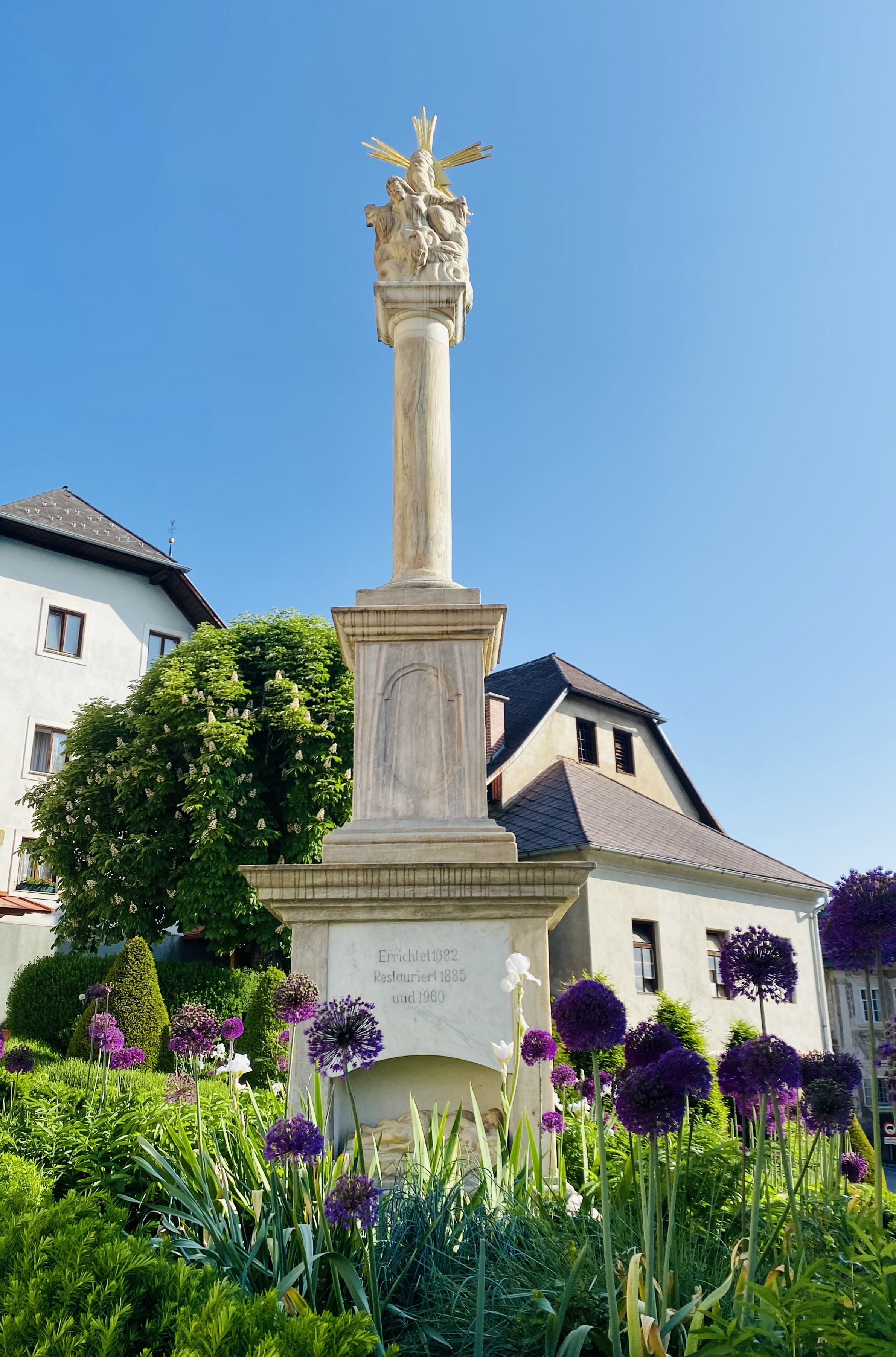
Pestsäule von 1682 am Salzburger Platz in Althofen

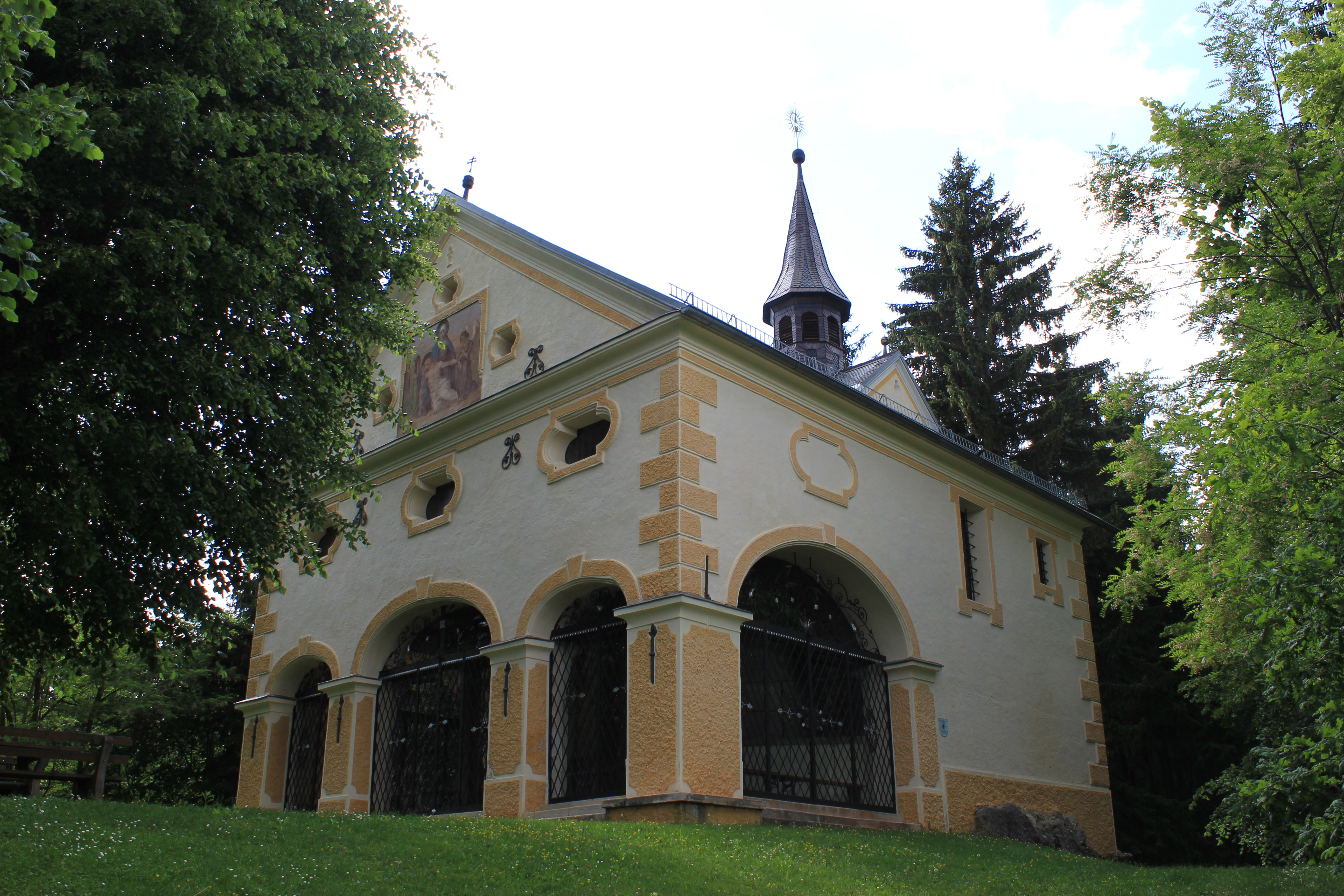
Kalvarienbergkirche

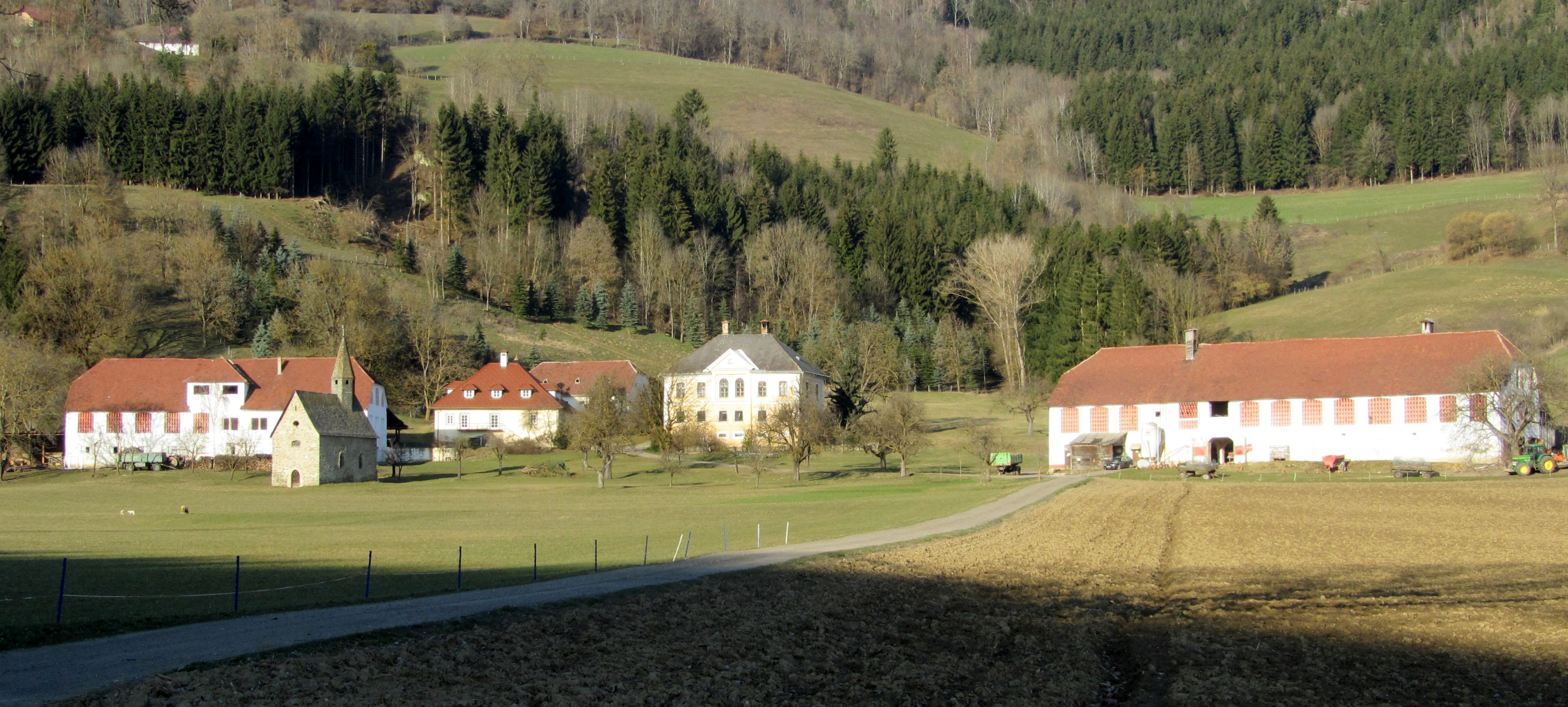
Gut Rabenstein

Althofen (slowenisch: Stari Dvor) ist eine Stadtgemeinde mit 4950 Einwohnern (Stand 1. Jänner 2025) im Nordosten Kärntens, Österreich. Sie ist eine der ältesten noch heute bewohnten Bergsiedlungen in Österreich und eine Kurstadt.

## Geographie
Althofen liegt 30 Kilometer nördlich der Landeshauptstadt Klagenfurt am Wörthersee und 15 Kilometer nördlich der Bezirkshauptstadt St. Veit an der Glan, im nördlichen Teil des Krappfelds. Der höchste Berg der Gemeinde ist der 1225 m ü. A. hohe Pleschutz.

### Gemeindegliederung
Die Gemeinde ist in die drei Katastralgemeinden Althofen, Treibach und Töscheldorf gegliedert. Das Gemeindegebiet umfasst folgende 10 Ortschaften (in Klammern Einwohnerzahl Stand 1. Jänner 2025):
- Aich (15)
- Althofen (3698) samt Dachberg, Oberer Markt, Undsdorf und Unterer Markt
- Eberdorf (21)
- Epritz (3)
- Krumfelden (163)
- Muraniberg (10)
- Rabenstein (3)
- Rain (2)
- Töscheldorf (40)
- Treibach (995)

#### Ehemalige Ortschaftsbestandteile von Althofen
- Kalvarienberg
- Kreuth
- Sand
- Unterburg

### Nachbargemeinden
| Straßburg | Micheldorf                                  |           |
|           | Kompassrose, die auf Nachbargemeinden zeigt | Guttaring |
| Mölbling  | Kappel am Krappfeld                         |           |

## Geschichte
Zwei Steinbeile aus der Jungsteinzeit und Keramik der späten Bronzezeit zeugen von früher menschlicher Anwesenheit in Althofen. Bemerkenswert ist ein Hügelgrab aus der Hallstattzeit, das im Jahr 1900 in der Nähe des Bahnhofs gefunden wurde. Aus keltischer Zeit sind keine archäologischen Funde bekannt. Allerdings lässt womöglich der keltische Name der römischen Straßenstation Matucaium – einer aus der spätantiken Straßenkarte Tabula Peutingeriana bekannten Ortschaft, die gemeinhin mit Althofen gleichgesetzt wird – auf keltische Besiedelung schließen. Eine römerzeitliche Siedlung in Althofen belegen hingegen Gräber, zahlreiche Kleinfunde und einigen Inschriftensteine.
Auf frühmittelalterliche Besiedlung lassen drei Gräber aus spätkarantanischer Zeit schließen. 953 schenkte Otto I. die Gegend mit und um Althofen dem Erzbistum Salzburg, bei dem es bis zu dessen Auflösung 1803 blieb. Um 1050 wurde Althofen als Altanhouven erstmals urkundlich erwähnt, 1268 wird der Ort erstmals als Markt bezeichnet. Um 1300 wurde dieser Markt vom heutigen Ortsteil Untermarkt auf den Thomasberg verlegt und mit einer Stadtmauer befestigt. Als Mitte des 14. Jahrhunderts die Bedeutung des Eisenhandels in Kärnten stieg, räumte der Erzbischof von Salzburg Althofen das Recht ein, dass alles Eisen aus den erzbischöflichen Besitzungen Hüttenberg, Lölling und Mosinz in Althofen niedergelegt, gewogen und nur an Bürger aus Althofen verkauft werden durfte. Althofen wurde so zum Zentrum des Eisenhandels aus dem Hüttenberger Revier. 1480 überließ Salzburg Althofen den verbündeten ungarischen Truppen, die bis 1490 blieben.
Durch den ungarischen Krieg verlor Salzburg zwischen 1489 und 1494 die Herrschaft über das Hüttenberger Eisenrevier. Nach dessen Rückgabe versuchte Althofen bis 1511 vergeblich, ein alleiniges Niederlagerecht für das Eisen aus diesem Revier durchzusetzen, behielt aber schließlich die Eisenwaage und die Eisenmaut. In der zweiten Hälfte des 16. Jahrhunderts war Althofen protestantisch, und der bedeutende Kärntner Geschichtsschreiber Michael Christalnick war einige Jahre evangelischer Vikar in Althofen. 1593 erwarb Karl Veldner das Hammerwerk in Treibach, einem heutigen Ortsteil der Stadt Althofen, und errichtete einen der ersten Floßöfen in Kärnten. 1698 kam das Gut Treibach in den Besitz der Familie Egger, und Max Thaddäus Egger baute Treibach am Ende des 18. Jahrhunderts zu einem europaweit führenden Industrieunternehmen aus. Im Zuge der napoleonischen Kriege kam Althofen 1806 schließlich an Österreich.
1824 verkaufte Österreich die Herrschaft Althofen an Joseph Höpfner, der sie 1845 wiederum an Eugen Dickmann von Secherau verkaufte. In Folge der Märzrevolution von 1848 wurde die Grundherrschaft abgeschafft. Als unterste Verwaltungsebene entstanden nun 1850 die Ortsgemeinden Althofen und Treibach, wobei Althofen 1871 die gesamte Gemeinde Treibach und 1873 die Ortschaften Aich, Eberdorf, Krumfelden, Rabenstein, Töscheldorf und Untermuraniberg zugeschlagen wurden. 1868 wurde Althofen an die Kronprinz Rudolf-Bahn angeschlossen, 1898 an die Gurktalbahn. 1884 wurde das „Moor- und Schlammbad in Untermarkt“ errichtet, aus dem sich das heutige Humanomed Zentrum entwickelte. 1887 wurde in Treibach der letzte Hochofen ausgeblasen, die Eisenindustrie in Althofen wurde stillgelegt. Das ehemalige Industriegelände in Treibach kaufte 1897 Carl Auer von Welsbach und gründete dort einen chemisch-metallurgischen Forschungs- und Versuchsbetrieb, woraus 1907 die Treibacher Chemischen Werke GmbH entstand, der Vorgängerbetrieb der heutigen Treibacher Industrie AG. 1897 kam Althofen auf die Liste der Kurorte.
Seit dem Beginn des 20. Jahrhunderts erhielt Althofen eine Mittelschule (1929), eine Landwirtschaftsschule (1946), eine  Musikschule (1958), das Oberstufenrealgymnasium „Auer von Welsbach“ (1964), eine Polytechnische Schule (1969) und eine Handelsakademie (1973). An großen Betrieben entstanden das Humanomed Kurzentrum Althofen (1975), die Tilly Holzindustrie GmbH (1981), sowie Niederlassungen des Elektronikunternehmens Flex (1997) und des italienischen Automobil- und Landmaschinenzulieferers Bifrangi (2013). 1990 wurde eine Freizeitanlage mit Freibad und angeschlossenen Tennisanlagen errichtet, 1993 eine Kunsteisanlage, die 2001 überdacht wurde. Aufgrund der gestiegenen zentralörtlichen Bedeutung Althofens im letzten Jahrhundert wurde Althofen 1993 zur Stadt erhoben.
Die Wohnbauten im Stadtteil Treibach, insbesondere jene an der Ringstraße um das Chemische Werk, wurden lange Zeit im Wesentlichen vom Industriebetrieb errichtet. Erst um 1980 erfolgte nennenswerter Wohnbau durch andere Eigentümer.

## Bevölkerung
Zum Zeitpunkt der Volkszählung 2001 hatte Althofen 4.732 Einwohner, davon besaßen 96,4 % die österreichische Staatsbürgerschaft. 84,6 % der Bevölkerung bekannten sich zur römisch-katholischen Kirche, 3,5 % zur evangelischen Kirche und 1,4 % zum Islam. 8,0 % waren ohne religiöses Bekenntnis.

## Kultur und Sehenswürdigkeiten
- Pfarrkirche Hl. Thomas von Canterbury: urkundlich erstmals 1307 erwähnt, spätgotischer Bau aus dem 14. Jahrhundert mit mächtigem gotischen Turm
- Filial- und ehemalige Bürgerspitalkirche Hl. Cäcilia am unteren Markt:  ursprünglich romanischer Bau, urkundlich 1434 erwähnt, im 16. und 19. Jahrhundert verändert
- Kalvarienbergkapelle Hl. Kreuz
- Filialkirche Rabenstein
- Schloss Althofen mit Schlossplatz
- Salzburger Platz mit Pestsäule und Gnomenbrunnen
- Riederhaus
- Annenturm
- Fronfeste Althofen
- Auer-von-Welsbach-Museum
- Schloss Töscheldorf
- Gurktalbahn (Museumsbahn)
- Burgruine Pöckstein
- Hornturm

### Erhaltene Römersteine
- Am Strebepfeiler der Pfarrkirche ist ein gut erhaltener römischer Grabstein mit meisterhaftem Bildschmuck eingemauert. Der Text lautet: „Publius Aelius Tertullus machte dies bei Lebzeiten für sich und für seine Gemahlin Secunda“. Die Bilder an den Schmalseiten zeigen eine tanzende Mänade mit einem Vogel und einem Messer, gegenüber eine nackte Mänade mit einem Fruchtkorb auf der Schulter und einem Lorbeerzweig.
- An der Nordseite der Kirche befindet sich eine gut erhaltene Grabinschrift: „Den Totengöttern des Bruders Commodus und des Enkels Commodinus machte dies Finitus, Sklave des Claudius Priscus“.
- An der Nordseite der Filialkirche St. Cäcilia befindet sich die Grabinschrift für Atticus, Quarta, Tiberius Claudius Uppius, Muso und Belatulla.
- Über der Haustür des Hauses „Unterer Markt Nr. 65“ steht eine Grabinschrift für Vibena, ihren Gatten Ursus und ihren mit 25 Jahren verstorbenen Sohn Vibenus.

## Wirtschaft und Infrastruktur

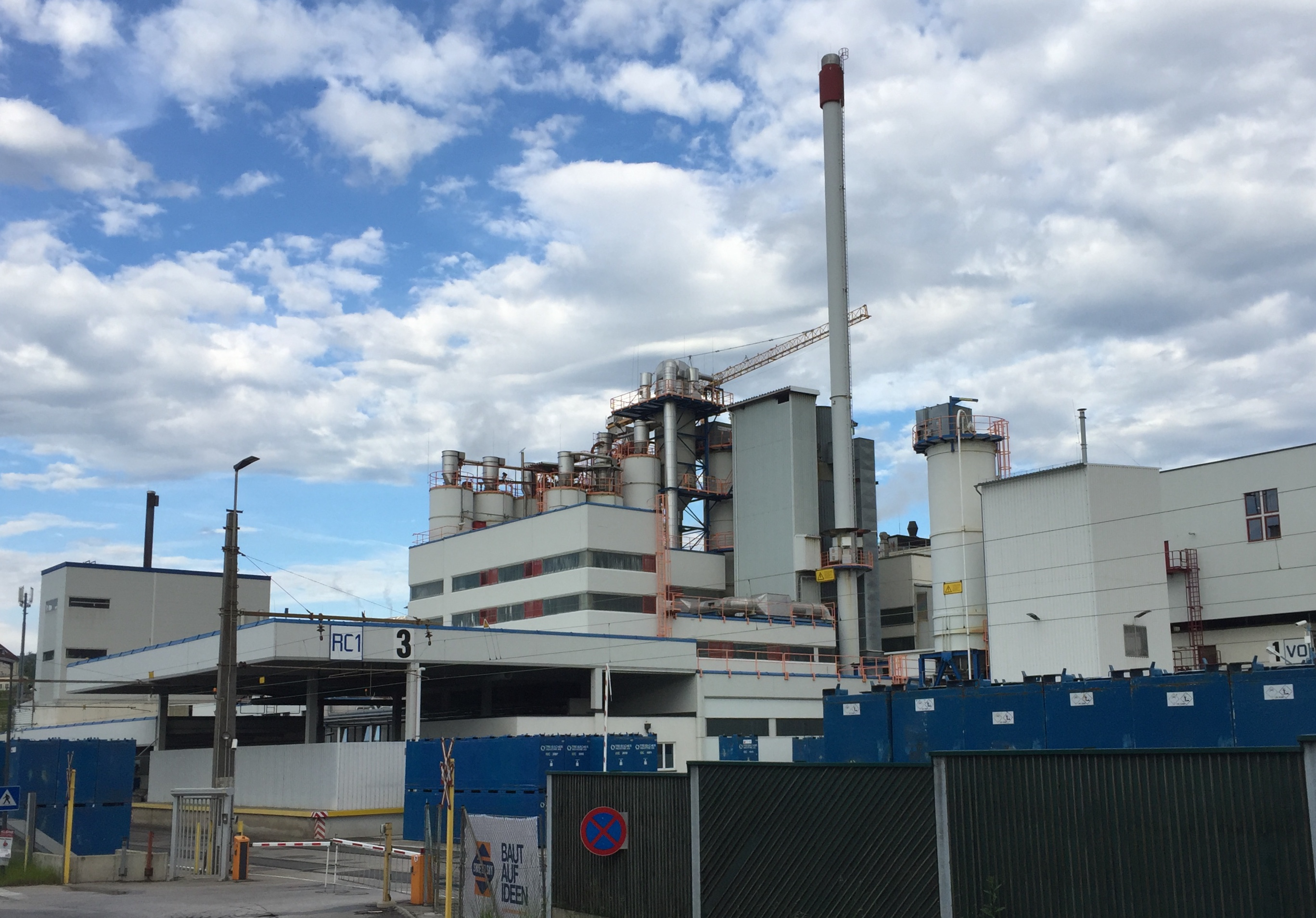
Treibacher Industrie AG (2019)

Die Stadt ist ein wichtiger Wirtschaftsstandort für die gesamte Region, insbesondere für die umliegenden Täler Gurktal, Metnitztal und Görtschitztal mit folgenden Branchen:
- Chemische Industrie mit der Treibacher Industrie AG
- Elektronikindustrie mit dem international tätigen Konzern Flex International
- Holzindustrie mit der Tilly Holzindustrie GmbH
- Automobilzulieferer mit Bifrangi

Darüber hinaus ist das Kur- und Rehabilitationszentrum österreichweit bekannt und jedes Jahr Ziel von 160.000 Kurtouristen. Althofen bietet seinen Gästen zahlreiche Cafés und Gasthäuser sowie bekannte Restaurants. Ergänzt wird das kulinarische Angebot mit vielfältigen Übernachtungsmöglichkeiten. Angeboten werden neben zwei Hotels auch Frühstückspensionen (B&Bs) und Privatzimmer.
Das Zentrum (Hauptstraße, Kreuzstraße, 10. Oktober-Straße) verfügt über Supermärkte sowie einen vielfältigen Einzelhandel.
Der Bahnhof Treibach-Althofen ist Haltepunkt des Railjetverkehrs Wien–Bruck–Klagenfurt–Villach der ÖBB. Hier zweigte 1898 bis 1972 die schmalspurige Gurktalbahn ab; davon ist noch ein 3,3 km langes Teilstück als Museumsbahn erhalten.

## Politik

### Gemeinderat
Der Gemeinderat hat 23 Mitglieder.
- Mit den Gemeinderats- und Bürgermeisterwahlen in Kärnten 2003 hatte der Gemeinderat folgende Verteilung: 14 LFA, 6 SPÖ, 2 FPÖ und 1 Sonstige.
- Mit den Gemeinderats- und Bürgermeisterwahlen in Kärnten 2009 hatte der Gemeinderat folgende Verteilung: 10 LFA, 8 SPÖ und 5 BZÖ.[11]
- Mit den Gemeinderats- und Bürgermeisterwahlen in Kärnten 2015 hatte der Gemeinderat folgende Verteilung: 12 LFA–Liste für Alle, 5 SPÖ, 4 Grüne seit 2017 F.A.I.R. in Althofen[12] und 2 LA–Liste Wilma Warmuth–Lebenswertes Althofen.[13]
- Mit den Gemeinderats- und Bürgermeisterwahlen in Kärnten 2021 hat der Gemeinderat folgende Verteilung: 13 LFA–Liste für Alle, 4 SPÖ, 5 Team Wolfgang Leitner (ehemals F.A.I.R) und 1 Unabhängiger.[14][15]

Die „Liste für Alle“ gilt als ÖVP-nahe Liste.

### Bürgermeister
- von 1904 bis 1913 und von 1920 bis 1932 Konstantin Rieder[17]
- bis 2015 Manfred Mitterdorfer (LFA)[18]
- bis 2021 Alexander Benedikt (LFA – Liste für Alle)[19]
- seit 2021 Walter Zemrosser (LFA – Liste für Alle)[20]

### Wappen
Blasonierung: „In Blau auf goldenem Dreiberg ein Bündel natürlich gefärbter Eisenstangen, das mit zwei goldenen Bändern gebunden und von einer goldenen Lilie überhöht ist.“
Die durch Erzbischof Bernhard von Salzburg ausgestellte ursprüngliche Wappenurkunde vom 11. Dezember 1479 ist das älteste erhaltene Kärntner Original mit Wappenbild. Das Bündel Eisenstangen symbolisiert den Aufstieg des Marktes als Zentrum des salzburgischen Eisenhandels aus dem Görtschitztal bzw. vom Hüttenberger Erzberg. Für die beiden anderen Motive gibt es keine zeitgenössischen Quellen, der Dreiberg könnte auf die Berglage des Hauptortes, die Lilie für die Herrschaft des Erzbistums Salzburg stehen.
Die Flagge von Althofen ist Blau-Gelb mit eingearbeitetem Wappen.

### Städtepartnerschaften
- Tamm in Baden-Württemberg, Deutschland
- Gradisca d’Isonzo, Italien[22]

## Persönlichkeiten

### Söhne und Töchter der Stadt
- Gustava Aloisia Gorton (1863–1920), geborene Gräfin von Egger, Herrschaftsbesitzerin zu Rottenstein
- Johannes Schauer-Schoberlechner (1884–1955), Politiker
- Michael Guttenbrunner (1919–2004), Dichter und Schriftsteller
- Claudia Fräss-Ehrfeld (* 1944), Historikerin und Autorin
- Rian (* 1995 oder 1996), Singer-Songwriter

### Mit Althofen verbunden
- Graf Maximilian Thaddäus von Egger (1734–1805), österreichischer Eisenindustrieller und Begründer der Gewerkendynastie Egger in Kärnten
- Eugen Dickmann von Secherau (1793–1863), österreichischer Eisenindustrieller und Besitzer des Bergbaues Lölling, Herrschaft Althofen und Erbauer der Klippitztörl-Straße von Lölling ins Lavanttal
- Anna Grobecker (1829–1908), Operettensängerin
- Carl Auer von Welsbach (1858–1929), österreichischer Chemiker, Erfinder und Unternehmer, Gründer der Treibacher Chemischen Werke, der heutigen Treibacher Industrie AG
- Sebastian Weberitsch (1870–1946), österreichischer Mediziner und Autor
- Magdalena Lauritsch (* 1988), österreichische Filmregisseurin und Drehbuchautorin